# Franco Caracciolo

Franco Caracciolo nel film Pierino medico della S.A.U.B. del 1981

Franco Caracciolo con Lino Banfi nel film L'allenatore nel pallone del 1984

Franco Caracciolo, al centro in parrucca bionda, insieme alle altre Ragazze Coccodè.

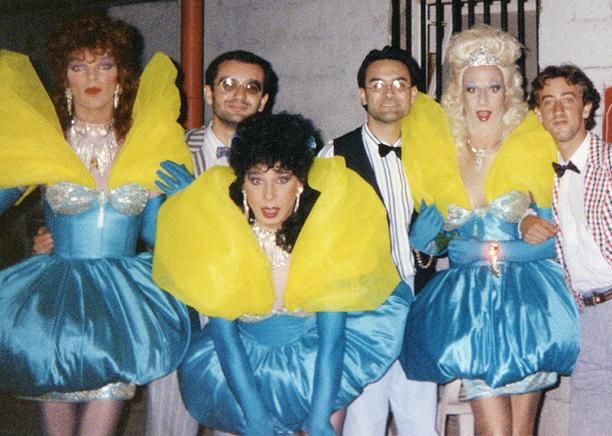
Franco Caracciolo (il secondo da destra) con le altre due Sorelle Bandiera (Neil Hansen e Mauro Bronchi) insieme ai Powerillusi nel 1990

Don Francesco Sergianni Luigi Caracciolo di Torchiarolo, detto Franco (San Martino in Pensilis, 6 settembre 1944 – Roma, 3 novembre 1992), è stato un attore e nobile italiano, membro della famiglia principesca Caracciolo.

## Biografia
Secondo di tre figli, Franco nacque nel 1944 dal principe Marcello Caracciolo di Torchiarolo (1903-1985) e da Maria Immacolata Tozzi. La nascita non avvenne nel palazzo gentilizio di Roma, dove la famiglia risiedeva, ma a San Martino in Pensilis, piccolo centro del Molise dove i Caracciolo si erano rifugiati per sfuggire ai bombardamenti alleati che, l'anno prima, avevano colpito la capitale. Suo padre Marcello, dottore in legge, lettere e filosofia, era stato un dirigente fascista e aveva svolto l'incarico di capo-sezione al ministero dell'educazione nazionale, mentre la madre era casalinga.
Accortosi che il figlio mostrava atteggiamenti effeminati e che amava giocare con le bambole insieme alla propria sorella maggiore Maria Carmela, Marcello affidò il piccolo Franco a Nicola Pende, un medico che sosteneva di avere una cura per l'omosessualità. Il programma curativo di Pende, che consisteva in intensa attività sportiva, docce fredde, lavaggi del cervello e iniezioni di testosterone, non funzionò e, anzi, aumentò il risentimento e il desiderio di distacco del giovane dalla propria famiglia al punto che, in una breve intervista del 1962, Franco dichiarò: «Per favore, non dite che sono un principe, ma che faccio il commesso in un negozio di vini».
Cresciuto con il culto delle celebri dive del cinema, Franco cominciò a frequentare gli Studi di Cinecittà e decise di intraprendere la carriera di attore. Venne notato da Federico Fellini che lo volle in 8½ (1963), Tre passi nel delirio (1968), Fellini Satyricon (1969) e Roma (1972). Recitò per Dino Risi ne I mostri (1963) e ne Il profeta (1968). Successivamente prese parte a una cinquantina di film di serie B nei quali interpretò quasi esclusivamente il ruolo caricaturale del gay vistosamente effeminato divenendo, in tal modo, uno dei caratteristi più noti della commedia all'italiana degli anni settanta e ottanta. All'inizio degli anni settanta scrisse, con lo pseudonimo di Gianni Darelli, alcuni articoli legati a tematiche omosessuali per la rivista OS-Settimanale dei quattro sessi, di cui nel 1972 divenne direttore. Personaggio notissimo nell'ambiente gay romano, a partire dalla metà degli anni settanta Caracciolo si esibì come attore teatrale comico in alcuni locali della Capitale. Collaborò con Oreste Lionello per la compagnia di varietà Il Bagaglino e fu legato da grande amicizia all'attore hard, all'epoca emergente, Rocco Siffredi.
Dalla seconda metà degli anni ottanta si dedicò alla televisione e, nel dicembre 1987, entrò nel cast della trasmissione Indietro tutta! di Renzo Arbore facendo parte del corpo di ballo delle Ragazze Coccodè e riscuotendo, grazie alla propria autoironia, un notevole successo che lo porterà a essere ospite del Maurizio Costanzo Show. A partire dal 1990 fece parte del trio comico-musicale Le Sorelle Bandiera in sostituzione dell'ormai anziano Tito LeDuc. Ammalatosi di AIDS, Caracciolo cominciò lentamente ad allontanarsi dal mondo dello spettacolo e del cinema. La sua ultima apparizione è nel film Vacanze di Natale '91, di Enrico Oldoini. Morì nel 1992 all'ospedale Lazzaro Spallanzani di Roma a causa delle complicazioni di una polmonite e venne sepolto al cimitero di Prima Porta. Nel titolo principesco gli successe il fratello minore Sergianni (1949-2024).

## Filmografia

### Attore

#### Cinema
- 8½, regia di Federico Fellini (1963) - non accreditato
- I mostri, regia di Dino Risi (1963) - non accreditato
- Il profeta, regia di Dino Risi (1968)
- Tre passi nel delirio, regia di Federico Fellini, Louis Malle e Roger Vadim (1968)
- Fellini Satyricon, regia di Federico Fellini (1969)
- Splendori e miserie di Madame Royale, regia di Vittorio Caprioli (1970) - non accreditato
- La coda dello scorpione, regia di Sergio Martino (1971) - non accreditato
- Roma, regia di Federico Fellini (1972)
- La morte accarezza a mezzanotte, regia di Luciano Ercoli (1972) - non accreditato
- La Tosca, regia di Luigi Magni (1973)
- Labbra di lurido blu, regia di Giulio Petroni (1975)
- Maria R. e gli angeli di Trastevere, regia di Elfriede Gaeng (1976)
- Prima notte di nozze, regia di Corrado Prisco (1976)
- Remo e Romolo - Storia di due figli di una lupa, regia di Mario Castellacci e Pier Francesco Pingitore (1976) - non accreditato
- Nerone, regia di Mario Castellacci e Pier Francesco Pingitore (1977) - non accreditato
- La banda del gobbo, regia di Umberto Lenzi (1977)
- La soldatessa alla visita militare, regia di Nando Cicero (1977)
- Quel pomeriggio maledetto, regia di Mario Siciliano (1977) - non accreditato
- La soldatessa alle grandi manovre, regia di Nando Cicero (1978)
- Quando c'era lui... caro lei!, regia di Giancarlo Santi (1978)
- Suor Omicidi, regia di Giulio Berruti (1979)
- Dove vai se il vizietto non ce l'hai?, regia di Marino Girolami (1979)
- Caligola, regia di Tinto Brass (1979)
- Assassinio sul Tevere, regia di Bruno Corbucci (1979)
- L'imbranato, regia di Pier Francesco Pingitore (1979)
- Agenzia Riccardo Finzi... praticamente detective, regia di Bruno Corbucci (1979)
- Ciao marziano, regia di Pier Francesco Pingitore (1980)
- La compagna di viaggio, regia di Ferdinando Baldi (1980)
- Quando la coppia scoppia, regia di Steno (1980)
- Tutta da scoprire, regia di Giuliano Carnimeo (1981)
- Pierino contro tutti, regia di Marino Girolami (1981)
- Pierino medico della S.A.U.B., regia di Giuliano Carnimeo (1981)
- Il conte Tacchia, regia di Sergio Corbucci (1982)
- Violenza in un carcere femminile, regia di Bruno Mattei e Claudio Fragasso (1982)
- Eccezzziunale... veramente, regia di Carlo Vanzina (1982)
- Vigili e vigilesse, regia di Franco Prosperi (1982)
- Dio li fa poi li accoppia, regia di Steno (1982)
- Pierino colpisce ancora, regia di Marino Girolami (1982)
- Si ringrazia la regione Puglia per averci fornito i milanesi, regia di Mariano Laurenti (1982)
- Grunt! - La clava è uguale per tutti, regia di Andy Luotto (1982)
- Più bello di così si muore, regia di Pasquale Festa Campanile (1982)
- Il tifoso, l'arbitro e il calciatore, regia di Pier Francesco Pingitore (1983)
- L'allenatore nel pallone, regia di Sergio Martino (1984)
- Delitto al Blue Gay, regia di Bruno Corbucci (1984)
- Cenerentola '80, regia di Roberto Malenotti (1984)
- Mi faccia causa, regia di Steno (1984)
- Mezzo destro mezzo sinistro - 2 calciatori senza pallone, regia di Sergio Martino (1985)
- Il ragazzo del Pony Express, regia di Franco Amurri (1986)
- Ad un passo dall'aurora, regia di Mario Bianchi (1989)
- Pierino torna a scuola, regia di Mariano Laurenti (1990)
- Vacanze di Natale '91, regia di Enrico Oldoini (1991)

#### Televisione
- La famiglia Brandacci, regia di Sergio Martino – film TV (1987)

## Programmi televisivi
- Indietro tutta! (Rai 2, 1987-1988)

## Ascendenza patrilineare diretta
Di seguito, l'ascendenza patrilineare diretta di Franco Caracciolo:
1. Teodoro Caracziolus (?-976)
2. Pietro (X secolo)
3. Landolfo (XI secolo)
4. Giovanni (XI secolo)
5. Landolfo (?- dopo il 1110/1138)
6. Riccardo (?-dopo il 1140), conte di Montemarano
7. Giovanni (?-dopo il 1167), conte di Montemarano
8. Landolfo (XII-XIII secolo), patrizio napoletano
9. Ligorio (?-dopo il 1257), patrizio napoletano
10. Filippo (XIII secolo), patrizio napoletano
11. Giovanni (XIII secolo), patrizio napoletano
12. Gualtieri (?-dopo il 1321), patrizio napoletano
13. Giovanni (?- dopo il 1328), patrizio napoletano
14. Filippo (?-dopo il 1363), patrizio napoletano
15. Niccolò (?-1390), patrizio napoletano
16. Ciarletta (?-dopo il 1450), patrizio napoletano
17. Domizio (?-?), patrizio napoletano
18. Giovanni Battista (1462-1548), I conte di Gallarate
19. Domizio (1508-1576), I duca di Atripalda
20. Marino (?-1591), I principe di Avellino
21. Camillo (1563-1617), II principe di Avellino
22. Marino (1587-1630), III principe di Avellino
23. Francesco Marino (1631-1674), IV principe di Avellino
24. Marino (1668-1720), V principe di Avellino
25. Ambrogio (1699-1746), I principe di Torchiarolo
26. Luigi (1734-1756), II principe di Torchiarolo
27. Ambrogio (1755-1818), III principe di Torchiarolo
28. Luigi (1782-1853), IV principe di Torchiarolo
29. Giovanni (1814-1886), V principe di Torchiarolo
30. Luigi (1852-1917), VI principe di Torchiarolo
31. Marcello (1903-1985), IX principe di Torchiarolo
32. Franco (1944-1992), X principe di Torchiarolo